# Mačilípatnam
Mačilípatnam (telugsky మచిలీపట్నం) je město v Ándhrapradéši, jednom ze svazových států Indie. K roku 2011 v něm žilo bezmála 170 tisíc obyvatel.

## Poloha
Mačilípatnam leží u pobřeží Bengálského zálivu přibližně 355 kilometrů severně od Čennaí a přibližně 50 kilometrů severně od ústí Krišny do moře.